# Michael Kamen
Michael Arnold Kamen (New York, 15 april 1948 – Londen, 18 november 2003) was een Amerikaans componist (vooral van filmmuziek), orkestrale arrangeur, dirigent, songwriter en sessiemuzikant.

## Leven
Kamen studeerde af aan de Juilliard School in New York, waar hij hobo leerde spelen. Aan het einde van de jaren '60 richtte hij het New York Rock & Roll Ensemble op, dat klassieke rockmuziek speelde. Kamen zelf speelde keyboard en hobo en componeerde de muziekstukken. Hij werkte samen met Leonard Bernstein, toen het ensemble mocht optreden tijdens een van Bernsteins concerten voor jonge mensen.
Door dit optreden brak Kamen door en werd een bekend arrangeur. In 1979 werkte hij samen met Pink Floyd aan het album The Wall. Hij nam de orchestraties voor zijn rekening, net zoals op de andere Pink Floyd albums The Final Cut (1983) en The Division Bell (1994).
In 1989 werd hem gevraagd de muziek voor de 16e James Bondfilm, Licence to Kill, te componeren. Hiermee trad hij in de voetsporen van de illustere John Barry. In 1991 componeerde hij de muziek voor de film Robin Hood: Prince of Thieves, waaronder de megahit '(Everything I Do) I Do It for You' van Bryan Adams.
In 1999 speelde Kamen samen met Metallica en het San Francisco Symphony Orchestra op Metallica's tweede officiële livealbum S&M, waarop de band een aantal oude en nieuwere nummers laat horen in een uitvoering voor rockband en klassiek orkest.
Op 18 november 2003 overleed Kamen op 55-jarige leeftijd aan de gevolgen van een hartaanval.

## Filmografie
- 1976: The Next Man
- 1977: Between the Lines
- 1977: Stunts
- 1979: Boardwalk
- 1980: S+H+E: Security Hazards Expert
- 1981: Polyester
- 1981: Venom
- 1983: Angelo My Love
- 1983: The Dead Zone
- 1985: Brazil
- 1986: Highlander
- 1986: Mona Lisa
- 1986: Shanghai Surprise
- 1987: Lethal Weapon
- 1987: Rita, Sue and Bob Too!
- 1987: Adventures in Babysitting
- 1987: Someone to Watch Over Me
- 1987: Suspect
- 1988: Action Jackson
- 1988: For Queen and Country
- 1988: Crusoe
- 1988: Die Hard
- 1988: Homeboy
- 1988: The Raggedy Rawney
- 1988: The Adventures of Baron Muchausen
- 1989: Rooftops
- 1989: Road House
- 1989: Renegades
- 1989: James Bond: Licence to Kill
- 1989: Lethal Weapon 2
- 1990: The Krays
- 1990: Die Hard 2
- 1990: Cold Dog Soup
- 1991: Nothing But Trouble
- 1991: Hudson Hawk
- 1991: Robin Hood: Prince of Thieves
- 1991: Company Business
- 1991: Let Him Have It
- 1991: The Last Boy Scout
- 1992: Shining Through
- 1992: Lethal Weapon 3
- 1992: Blue Ice
- 1993: Splitting Heirs
- 1993: Last Action Hero
- 1993: Wilder Naplam
- 1993: The Three Musketeers
- 1994: Don Juan DeMarco
- 1995: Circle of Friends
- 1995: Die Hard with a Vengeance
- 1995: Stonewall
- 1995: Mr. Holland's Opus
- 1996: Jack
- 1996: 101 Dalmatians
- 1997: Inventing the Abbotts
- 1997: Remember Me?
- 1997: Event Horizon
- 1997: The Winter Guest
- 1998: Lethal Weapon 4
- 1998: What Dreams May Come
- 1999: The Iron Giant
- 2000: Frequency
- 2000: X-Men
- 2003: Open Range
- 2004: Against the Ropes
- 2004: Back to Gaya
- 2004: First Daughter (met Blake Neely)

## Overige producties

### Televisiefilms
- 1976: Liza's Pioneer Diary
- 1986: Shoot for the Sun
- 1997: The Heart Surgeon

### Televisieseries
- 1985: Edge of Darkness (miniserie)
- 1998: From the Earth to the Moon (miniserie)
- 2001: Band of Brothers (miniserie)

### Documentaires
- 2000: Metallica: S&M
- 2001: Mr. Dreyfuss Goes to Washington

### Korte films
- 1976: Rodin mis en vie
- 2007: Ultrasordine

## Prijzen en nominaties

### Academy Awards
| Jaar | Titel                         | Categorie      | Uitslag     |
| ---- | ----------------------------- | -------------- | ----------- |
| 1992 | Robin Hood: Prince of Thieves | Beste filmsong | Genomineerd |
| 1996 | Don Juan DeMarco              | Beste filmsong | Genomineerd |

### Emmy Awards
| Jaar | Titel                      | Categorie                                                                                         | Uitslag     |
| ---- | -------------------------- | ------------------------------------------------------------------------------------------------- | ----------- |
| 1998 | From the Earth to the Moon | Beste compositie voor een miniserie of film (dramatische achtergrondmuziek), voor part IV: "1968" | Genomineerd |

### Golden Globe Awards
| Jaar | Titel                         | Categorie        | Uitslag     |
| ---- | ----------------------------- | ---------------- | ----------- |
| 1992 | Robin Hood: Prince of Thieves | Beste filmmuziek | Genomineerd |
| 1992 | Robin Hood: Prince of Thieves | Beste filmsong   | Genomineerd |
| 1996 | Don Juan DeMarco              | Beste filmmuziek | Genomineerd |
| 1996 | Don Juan DeMarco              | Beste filmsong   | Genomineerd |

### Grammy Awards
| Jaar | Titel                         | Categorie                                             | Uitslag     |
| ---- | ----------------------------- | ----------------------------------------------------- | ----------- |
| 1992 | Robin Hood: Prince of Thieves | Beste song voor film of televisie                     | Gewonnen    |
| 1992 | Robin Hood: Prince of Thieves | Beste pop instrumentale performance                   | Gewonnen    |
| 1992 | Robin Hood: Prince of Thieves | Beste instrumentale compositie voor film of televisie | Genomineerd |
| 1993 | Lethal Weapon 3               | Beste song voor film of televisie                     | Genomineerd |
| 1996 | Don Juan DeMarco              | Beste song voor film of televisie                     | Genomineerd |

## Hitlijsten

### Albums
| Album met eventuele hitnotering(en) in de Nederlandse Album Top 100 | Datum van verschijnen | Datum van binnenkomst | Hoogste positie | Aantal weken | Opmerkingen                                                  |
| ------------------------------------------------------------------- | --------------------- | --------------------- | --------------- | ------------ | ------------------------------------------------------------ |
| Licence to Kill                                                     | 1989                  | 22-07-1989            | 40              | 10           | Soundtrack                                                   |
| Road House                                                          | 1989                  | 02-09-1989            | 83              | 6            | Soundtrack                                                   |
| Robin Hood - Prince of thieves                                      | 1991                  | 07-09-1991            | 45              | 6            | Soundtrack                                                   |
| Last Action Hero                                                    | 1993                  | 14-08-1993            | 22              | 11           | Sountrack                                                    |
| S&M                                                                 | 23-11-1999            | 27-11-1999            | 2               | 43           | met Metallica & San Francisco Symphony Orchestra / Livealbum |

| Album met hitnotering(en) in de Vlaamse Ultratop 200 albums | Datum van verschijnen | Datum van binnenkomst | Hoogste positie | Aantal weken | Opmerkingen                                                  |
| ----------------------------------------------------------- | --------------------- | --------------------- | --------------- | ------------ | ------------------------------------------------------------ |
| Don Juan DeMarco                                            | 1995                  | 12-08-1995            | 48              | 1            | Soundtrack                                                   |
| S&M                                                         | 1999                  | 04-12-1999            | 4               | 31           | met Metallica & San Francisco Symphony Orchestra / Livealbum |
| Band of Brothers                                            | 2001                  | 13-06-2020            | 164             | 2            | Soundtrack                                                   |

### Singles
| Single met eventuele hitnotering(en) in de Nederlandse Top 40 | Datum van verschijnen | Datum van binnenkomst | Hoogste positie | Aantal weken | Opmerkingen                                                                  |
| ------------------------------------------------------------- | --------------------- | --------------------- | --------------- | ------------ | ---------------------------------------------------------------------------- |
| Nothing else matters (Live)                                   | 1999                  | 18-12-1999            | 5               | 20           | met Metallica & San Francisco Symphony Orchestra / Nr. 3 in de Mega Top 100  |
| No leaf clover                                                | 2000                  | 22-04-2000            | tip2            | -            | met Metallica & San Francisco Symphony Orchestra / Nr. 41 in de Mega Top 100 |

| Single met hitnotering(en) in de Vlaamse Ultratop 50 | Datum van verschijnen | Datum van binnenkomst | Hoogste positie | Aantal weken | Opmerkingen                                      |
| ---------------------------------------------------- | --------------------- | --------------------- | --------------- | ------------ | ------------------------------------------------ |
| Nothing else matters (Live)                          | 1999                  | 08-01-2000            | 1(3wk)          | 22           | met Metallica & San Francisco Symphony Orchestra |

### Dvd's
| Dvd met hitnotering(en) in de Nederlandse DVD Music Top 30 | Datum van verschijnen | Datum van binnenkomst | Hoogste positie | Aantal weken | Opmerkingen                                      |
| ---------------------------------------------------------- | --------------------- | --------------------- | --------------- | ------------ | ------------------------------------------------ |
| S&M                                                        | 2000                  | 12-02-2000            | 2               | 2            | met Metallica & San Francisco Symphony Orchestra |